# 切沃 (布雷西亚省)

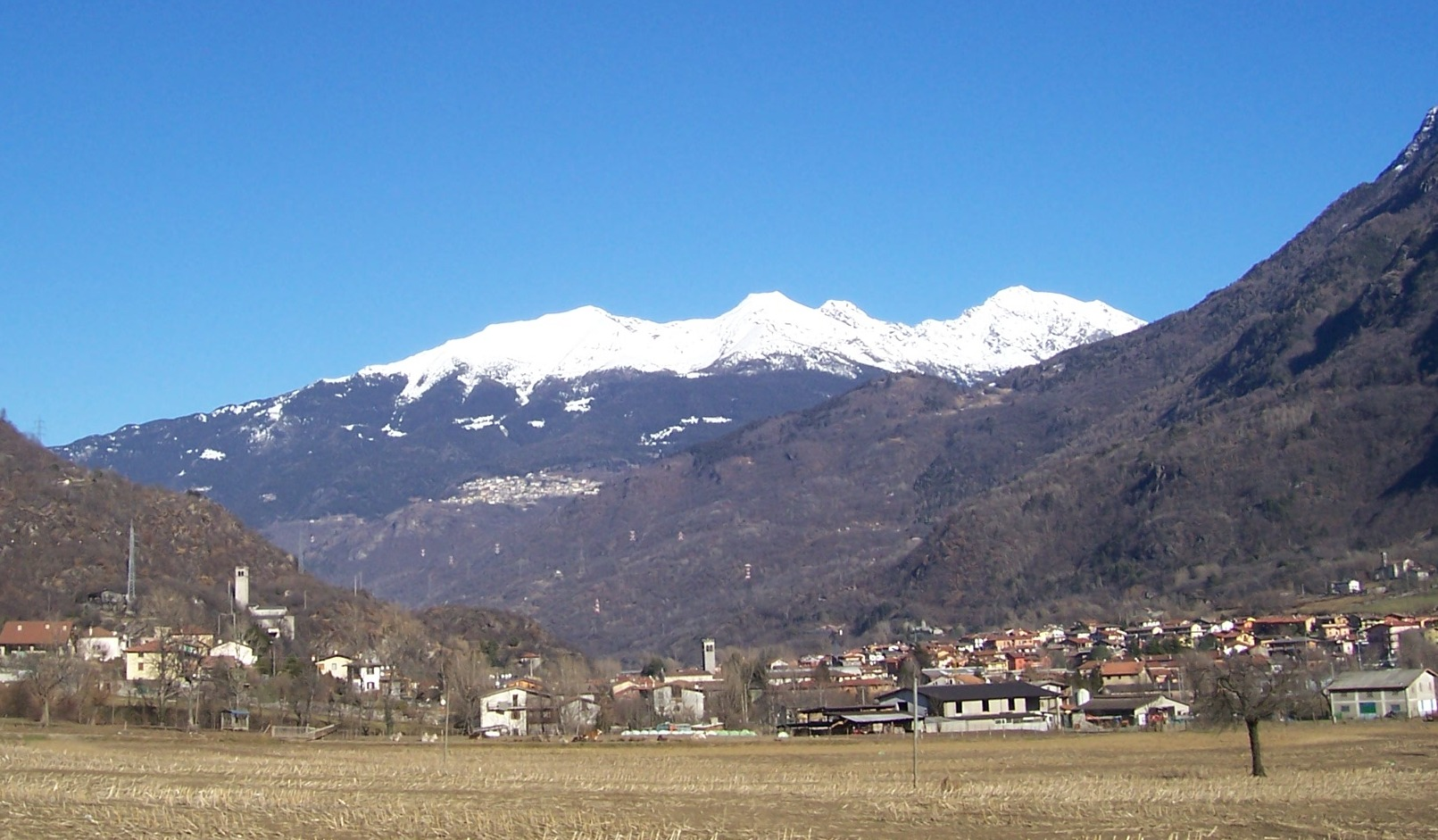
全景图

切沃（義大利語：Cevo）是意大利伦巴第大区布雷西亞省的市镇。面积为35.47平方公里，人口数量为870人（2017年）。